# Mermaid (Aldious)
Mermaid è il secondo singolo del gruppo musicale power metal giapponese Aldious. È stato pubblicato il 6 aprile del 2011 dalla casa discografica Wint e ha anticipato l'uscita del secondo album della band Determination. La versione del brano presente nel singolo è diversa da quella presente nell'album. È stato prodotto un video sia per il brano Mermaid sia per Confusion.

## Tracce
1. Mermaid – 4:36
2. Confusion – 3:15
3. Eversince – 4:53
4. Mermaid (instrumental) – 4:36
5. Confusion (instrumental) – 3:13